# Scolopia lucida
Scolopia lucida là một loài thực vật có hoa trong họ Liễu. Loài này được Wall. ex Kurz miêu tả khoa học đầu tiên năm 1877.